# 봉래산

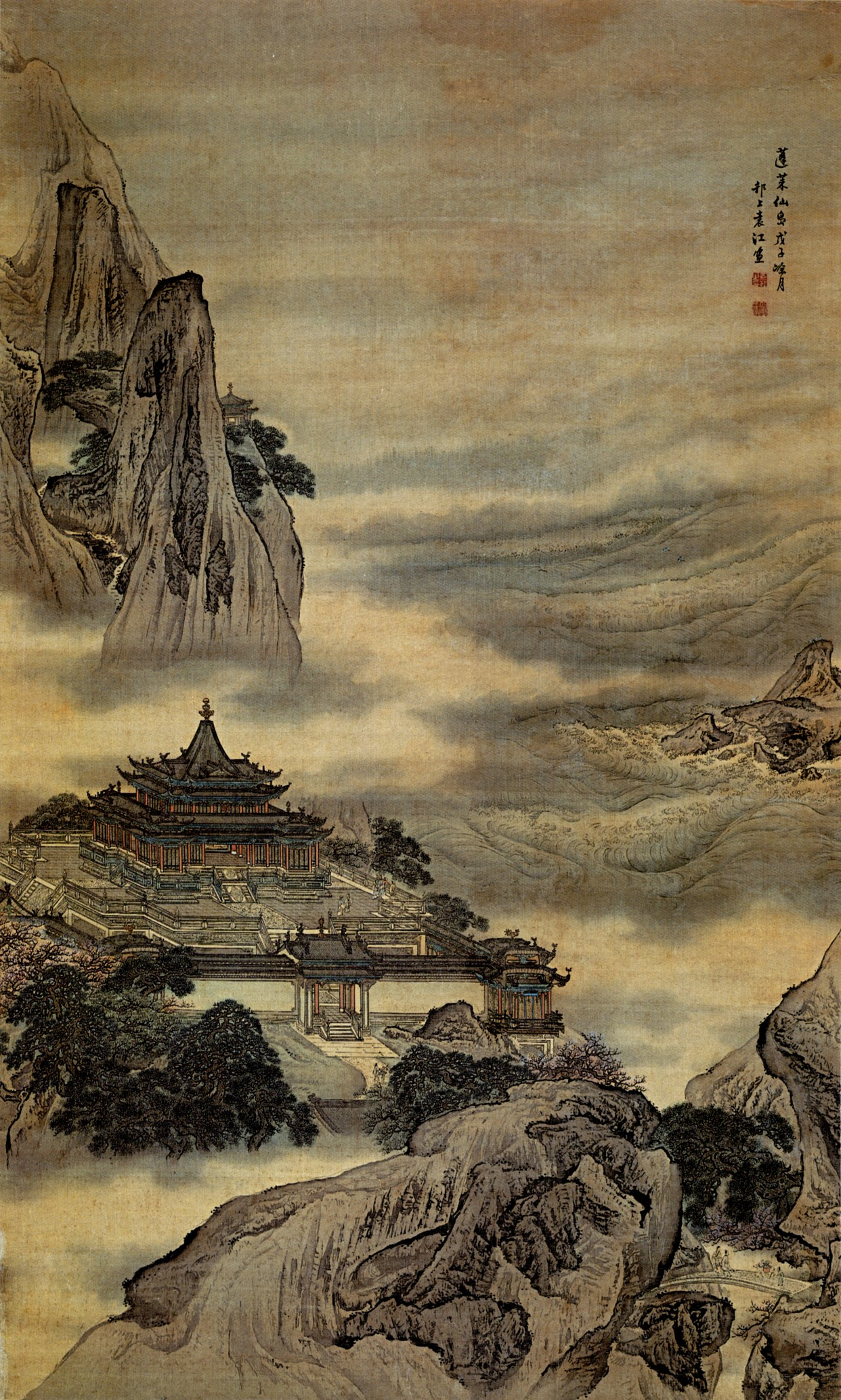
봉래산을 묘사한 풍경화.

봉래산(蓬萊山)은 중국 전설에서 신선들이 살고 불로불사의 약이 존재한다고 전해지는 삼신산의 일종으로, 삼신산 중에서도 제일 대표적인 산이다. 진나라 시기 방사인 서복이 진시황의 명령으로 불로초를 구하고자 3천명을 이끌고 봉래산으로 떠났다고 전해진다. 대한민국 부산에 존재하는 동명의 산과 금강산의 별칭인 봉래산은 모두 이 산에서 이름을 따왔다.

## 같이 보기
- 펑라이구
- 아발론
- 딜문
- 티르 너 노그
- 샹그릴라